# アストンマーティン・レーシング

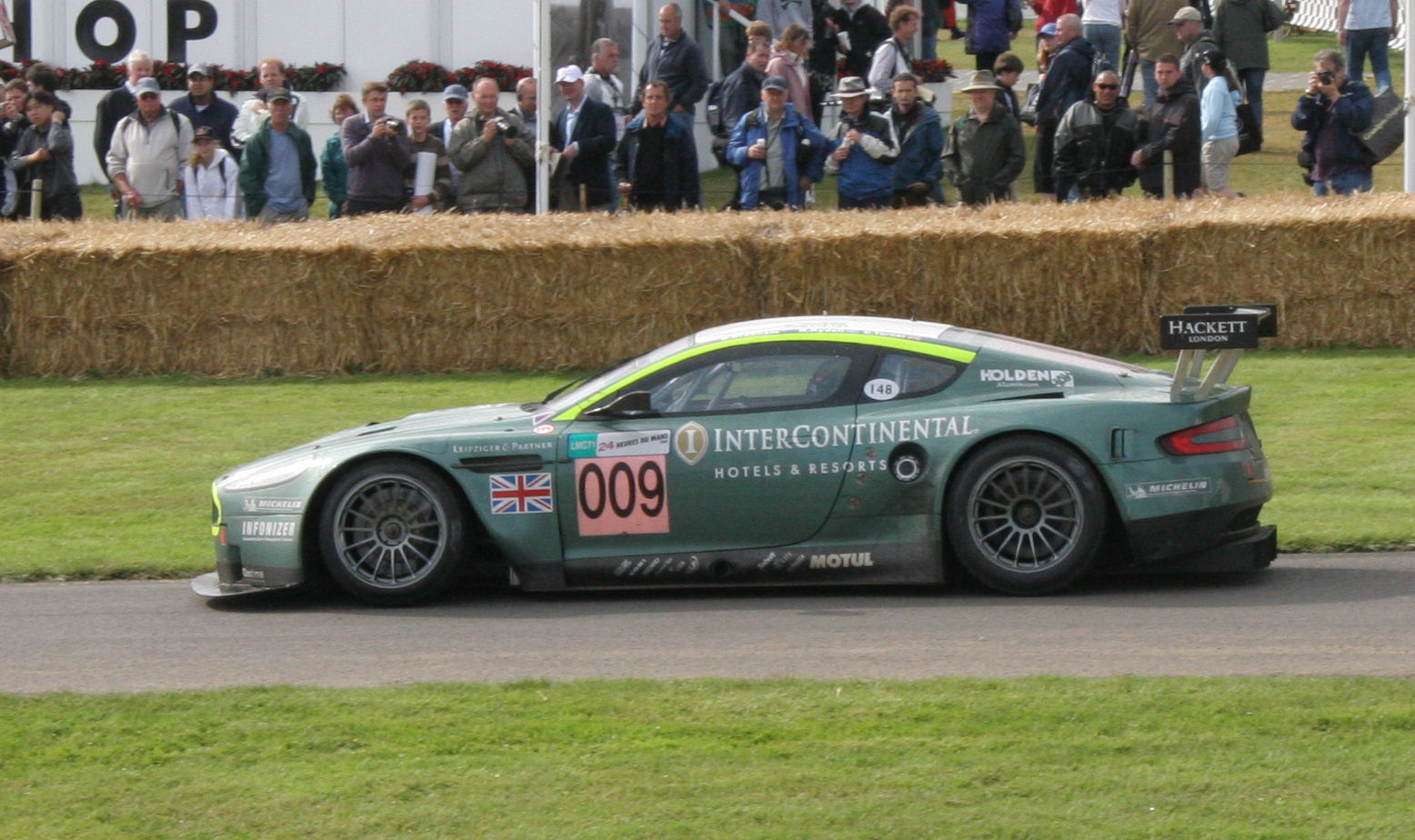
2007年ル・マン24時間レース、LMGT1クラスで優勝したDBR9

アストンマーティン・レーシングは、自動車メーカーのアストンマーティンとエンジニアリンググループのプロドライブとのパートナーシップで、2004年に設立されたイギリスのレーシングチーム。当初は、アストンマーティン・DB9を大幅に改造したレーシングカーのDBR9を使用して、アストンマーティンがスポーツカーレースに復帰することを目的として設立された。2005年のDBR9のデビュー以来、アストンマーティン・レーシングは、カスタマーが利用できるレーシングカーの製造も行い、ル・マン・プロトタイプ用のV型12気筒エンジンも開発した。
全ての車両はプロドライブの工場で製造されているが、アストンマーティンはレースカーの設計に不可欠な役割で、またレースカーの要素をロードカーに反映させている。
2020年12月、アストンマーティンはF1参戦に集中する為、FIA 世界耐久選手権（WEC）のヴァンテージ GTEでのワークス参戦を終了すると発表した。今後はカスタマーチームの支援を続けていく。

## マシン
アストンマーティン・レーシングは、主にGTカーを製造。チーム運営も行い、以前の最高峰クラスであるGT1クラスにDBR9で参戦。プライベーターにもカスタマー供給された。WECのLM-GTE（旧GT2クラス）へは、2012年から参戦。マシンはヴァンテージをベースにした、ヴァンテージ GTE。その後ヴァンテージは、GT3およびGT4クラスでも登場した。ヴァンテージ GT3が導入される前は、DBRS9がGT3でレースに参戦していた。2017年11月、アストンマーティンは新型ヴァンテージを発表。同日レーシングカーの2018年型、ヴァンテージ GTEを発表した。
またル・マン・プロトタイプのローラ-アストンマーティン・B09/60、AMR-Oneをプロドライブと開発し、レースに参戦した。

## レース戦績

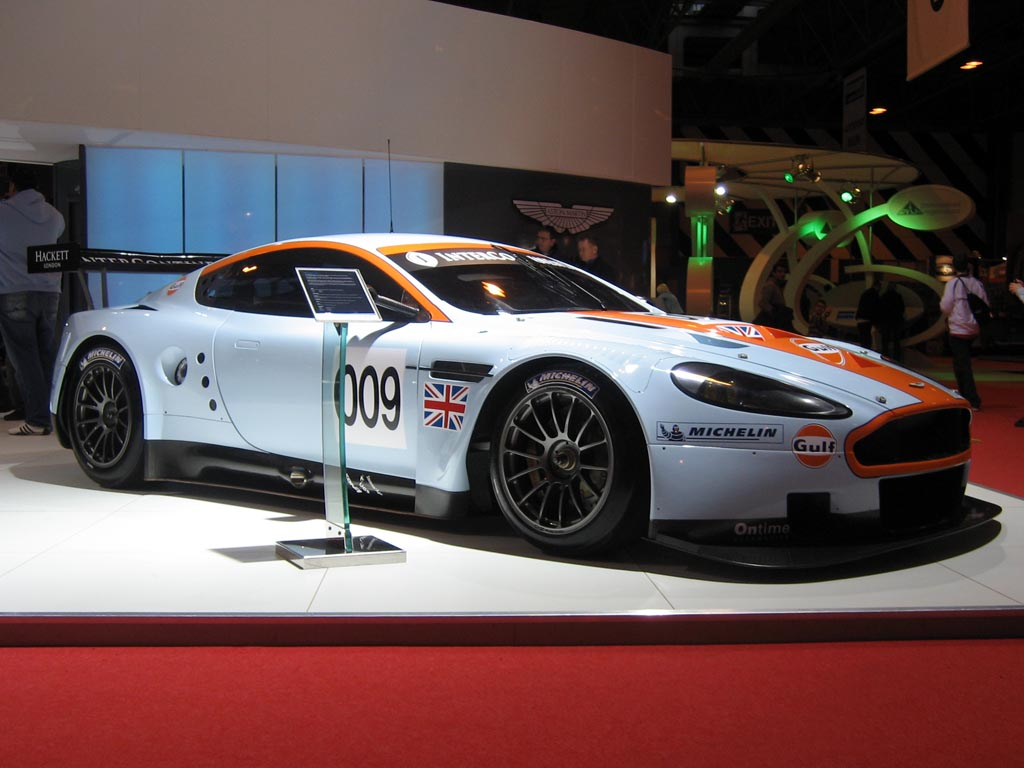
2008年、DBR9ガルフカラー

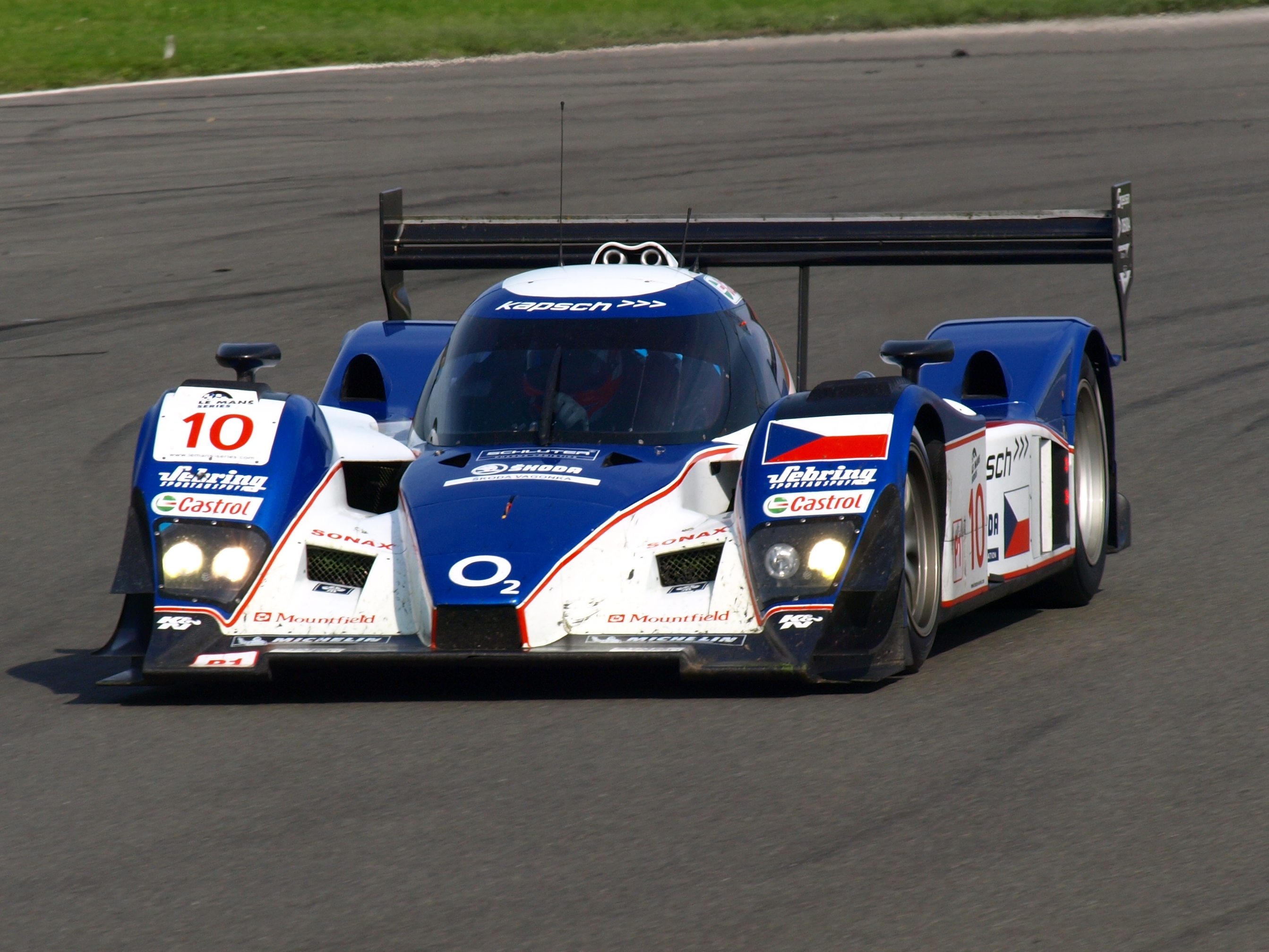
2008年シルバーストン、チャロウズ・レーシングシステムがチーム運営し、アストンマーティン・レーシングが支援した、ローラ・B08/60

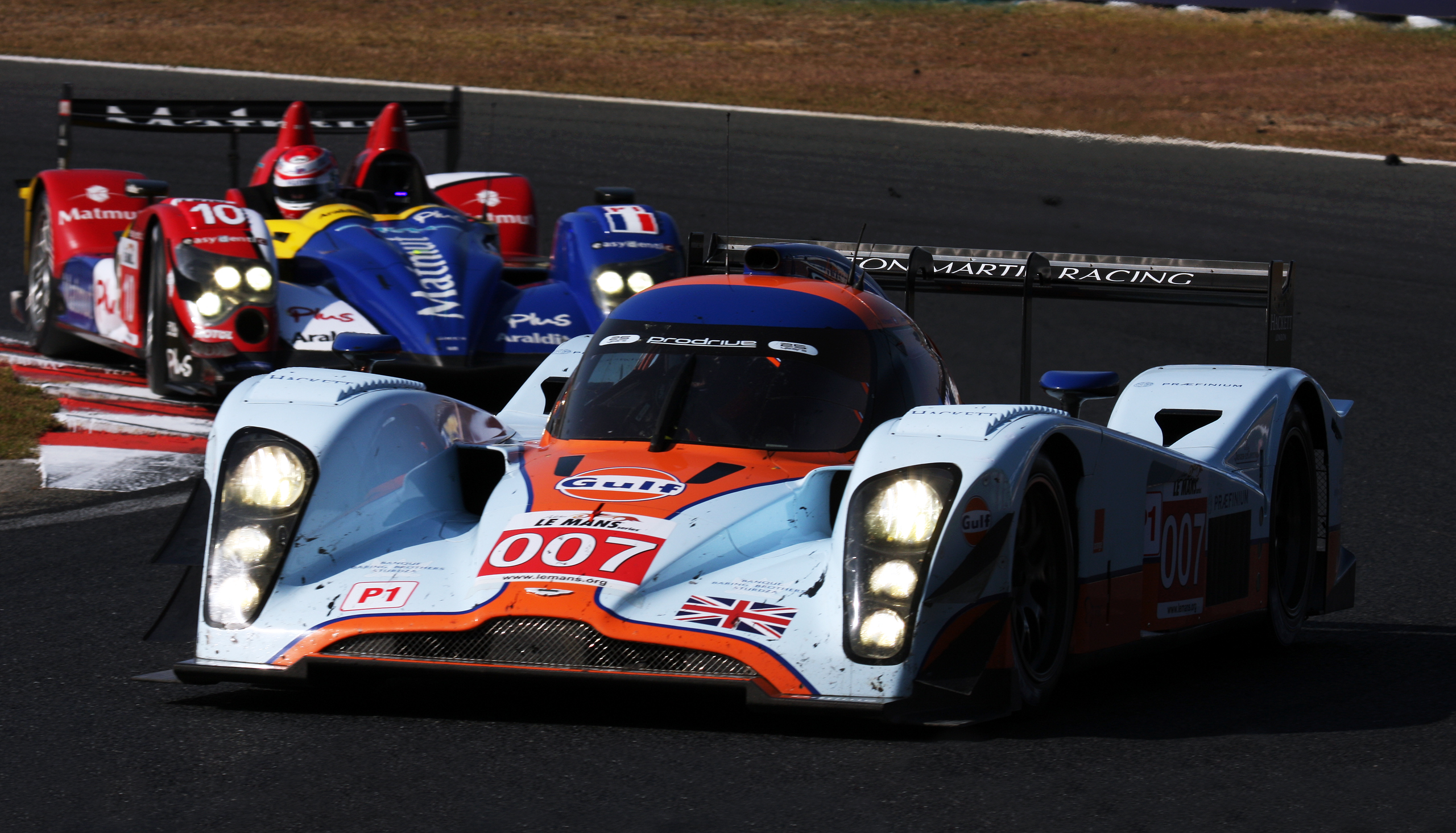
2009年ALMS、岡山国際サーキット、ローラ-アストンマーティン・B09/60

チームは、2005年のセブリング12時間レースでレースデビュー。最初のレースでいきなり初勝利をもたらし、コルベット・レーシングにも勝利した。その年の後半にRACツーリストトロフィーでも優勝した。
2006年、アメリカン・ル・マン・シリーズ（ALMS）に参戦。プチ・ル・マンを含むシーズン5勝し、GT1クラス2位、3点差でコルベット・レーシングに敗れた。
2007年、ル・マン24時間レースでコルベット・レーシングを破り、1959年の総合優勝以来となる、LMGT1クラス優勝を収めた。
2008年、LMGT1クラスでル・マン連覇を達成した。またアストンマーティン・レーシングは、チャロウズ・レーシングシステムと組んで、ル・マン・プロトタイプ1（LMP1）クラスへの参戦を開始し、DBR9の6リッターV型12気筒エンジンをローラ・B08/60に搭載し、ル・マンでは総合9位。ル・マン・シリーズはクラス5位だった。
2009年、チームはローラ-アストンマーティン・B09/60で、2009年のル・マン24時間レースのLMP1クラスへワークス参戦を発表した。この参戦は、1959年のル・マンでDBR1での最後の総合優勝から50周年を記念し行われた。計3台で参戦。ル・マンでは、ヤン・チャロウズ、トーマス・エンゲ、シュテファン・ミュッケがドライブする、AMRイースタン・ヨーロッパの007号車がプジョーとアウディのファクトリーに次ぐ4位でフィニッシュ、ガソリンエンジン車では最高位だった。またアンソニー・デビッドソンが午前中、GT1クラスのDBR9と衝突するまで、008号台は総合3位まで走っていた。その後の修理と、接触原因で5分間のストップアンドゴー・ペナルティにより、13位だった。009号車は252周でリタイアした。2009年のル・マン・シリーズ（LMS）では、初戦カタロニア1000kmで優勝した。第4戦ニュルブルクリンクでは1-2-3位で表彰台独占し、007号車のヤン・チャロウズ、トーマス・エンゲ、シュテファン・ミュッケがドライバーズタイトルを獲得。そしてAMR・イースタン・ヨーロッパがチームタイトルを獲得した。岡山国際サーキットで行われた、アジアン・ル・マン・シリーズにも参戦。レース2で優勝を飾った。
2010年のル・マン24時間レースも3台が参戦し、007号車と009号車がアストンマーティン・レーシングによって運営、008号車はフランスのレージングチーム、シグナチュール・チームによって運営された。008号車と009号車がトラブルを抱えてリタイアし、007号車が総合6位でフィニッシュした。

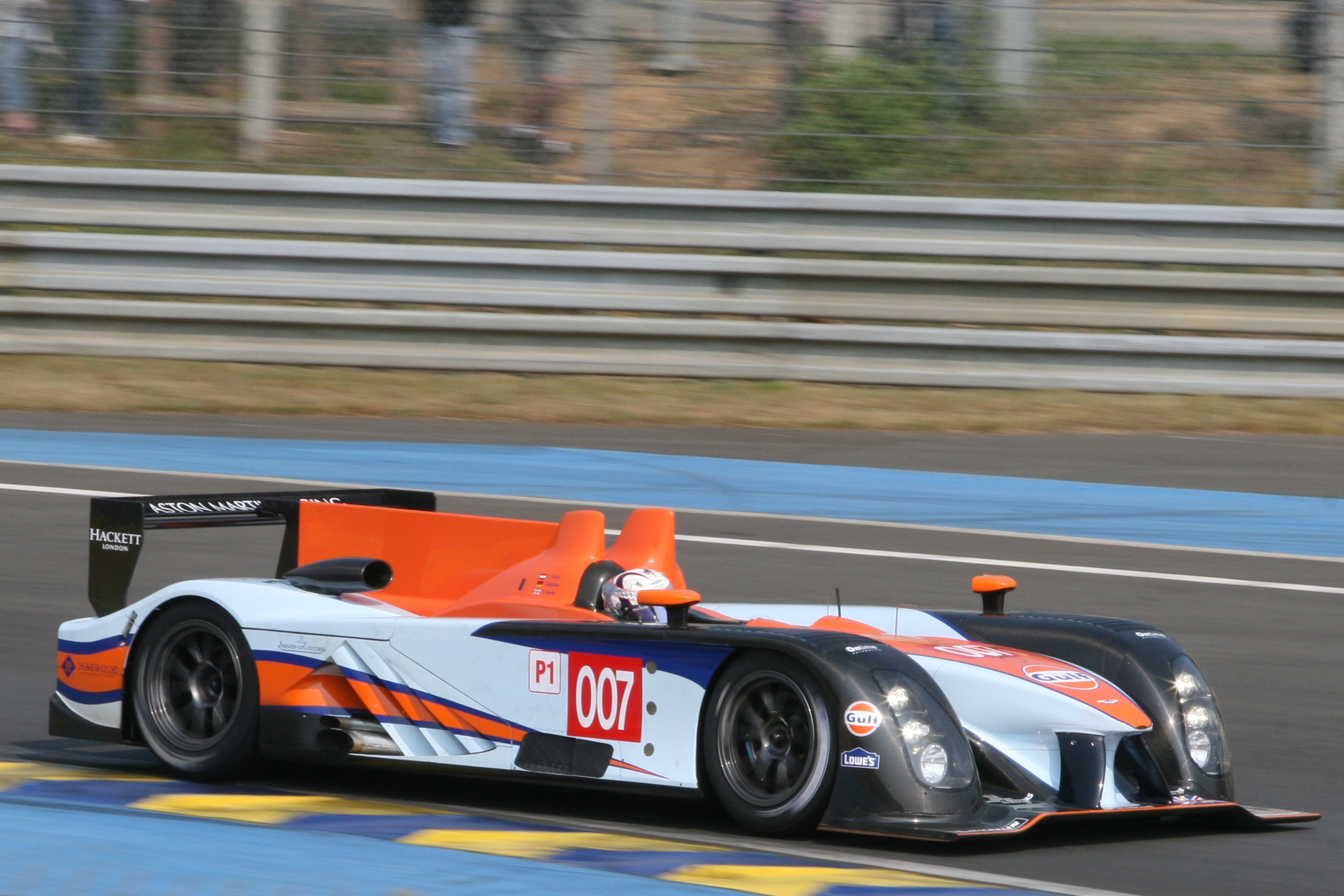
2011年ル・マン24時間レース、AMR-One

2011年、マシンをB09/60から、新型AMR-Oneに引き継がれた。初レースであるカステレ6時間では、予選ではLMP2マシンと同じ速さしかなく、メカニカルトラブルに悩まされ、たった96周しか走行できなかった。そのため2011年のル・マンまで、インターコンチネンタル・ル・マン・カップの参戦中止を決定。メカニカルトラブルを改善する為に、プライベートテストを続行した。そしてル・マン24時間レースに参戦したが、2台体制にもかかわらず、予選ではLMP2クラスの真ん中のタイムだった。レースでは009号車は、サルト・サーキットを2周しただけでリタイアし、007号車はその2周後の4周でリタイアした。この衝撃的な結果の後、チームは残りのシーズンの期間、旧型のB09/60でレースしたが、2011年の新規定に準拠するために大幅にダウングレードされた。
2012年、アストンマーティン・レーシングはヴァンテージ GTEでGTレースに復帰した。ル・マン24時間レースに、LMGTE-ProクラスとLMGTE-Amクラスに1台ずつ計2台で参戦した。それぞれクラス3位とリタイヤだった。FIA 世界耐久選手権（WEC）にもヴァンテージ GTEで参戦し、LMGTE-Proクラスで2位を獲得した。
2013年、ル・マン24時間レースにアストンマーティン創立100周年を祝う為、LMGTE-Proクラスに3台の2013年仕様のヴァンテージ GTEと、LMGTE-Amクラスに2台の2012年仕様のヴァンテージ GTEで参戦した。結果GTE-Proクラスでクラス3位となった。またWECにも参戦し、元F1ドライバーのブルーノ・セナが、GTE-Proクラスでフレデリック・マコヴィッキィとロバート・ベルともに参戦。メインのGTE-Proマシンには、AMRの常連であるダレン・ターナーとシュテファン・ミュッケ。またピーター・ダンブレックがル・マン24時間レースとスパ・フランコルシャンに参戦した。結果GTE-Amクラスではドライバーズタイトルを獲得した。

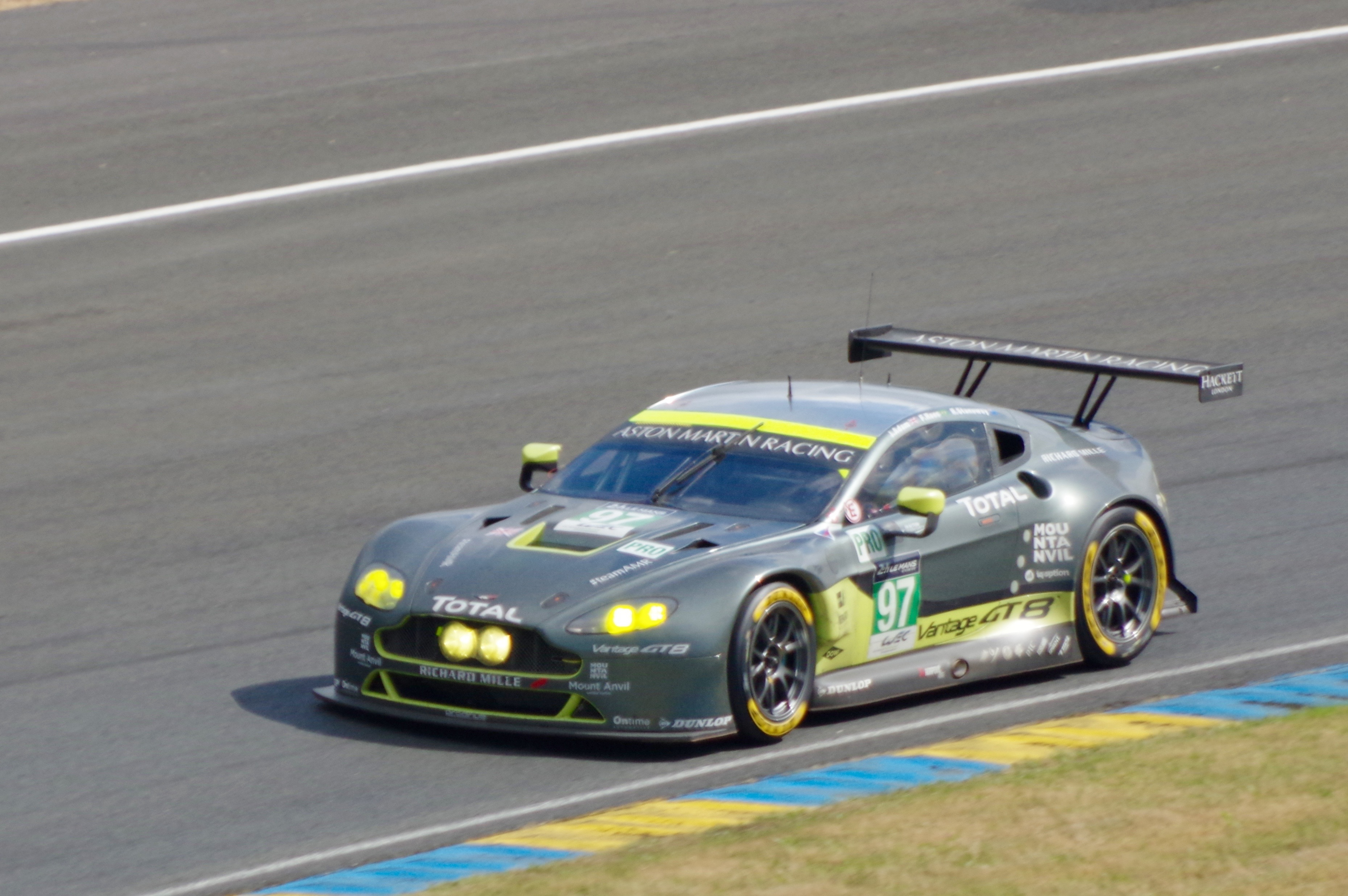
2016年ル・マン24時間レース、ヴァンテージ GTE

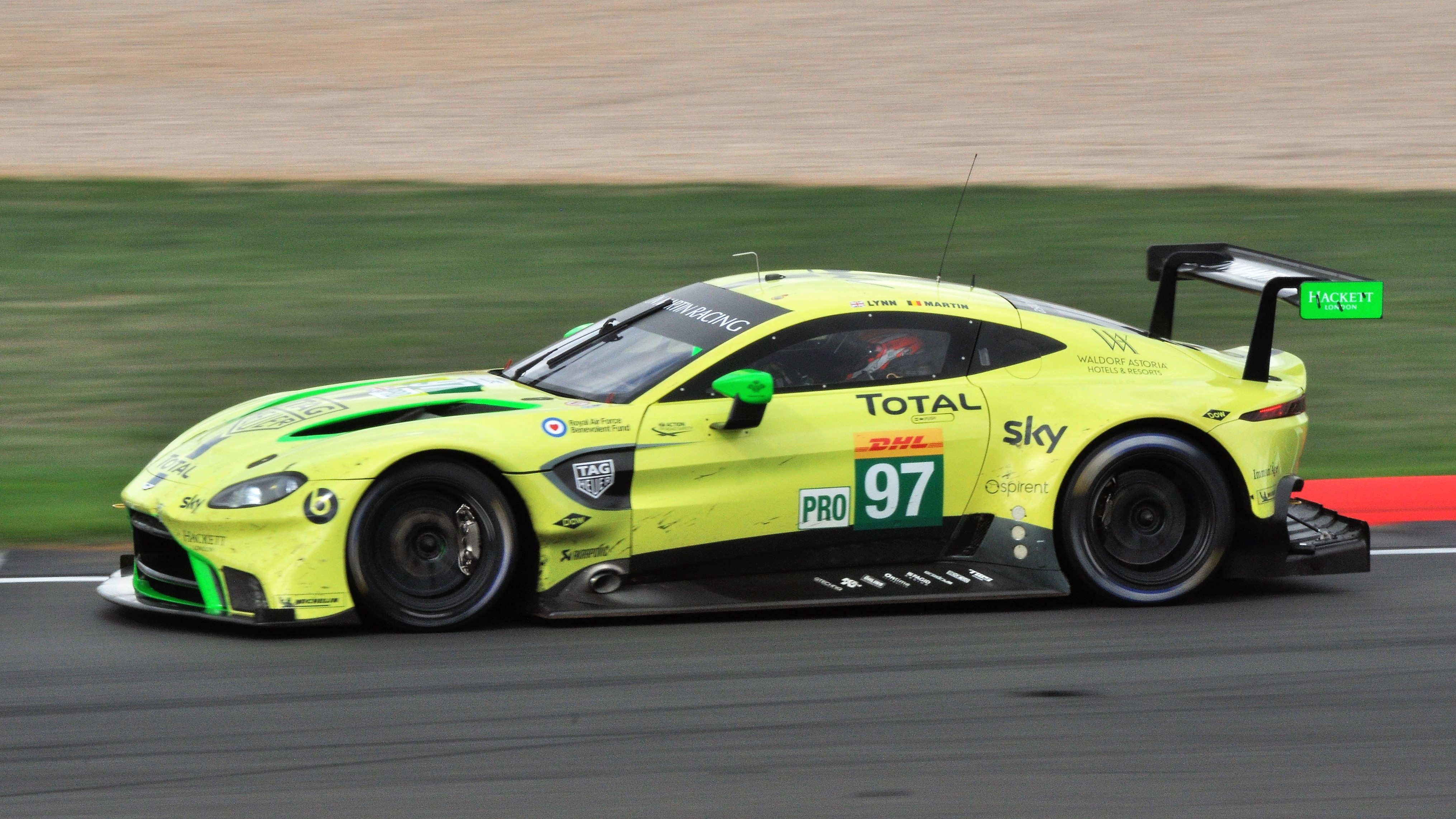
2018年シルバーストン、ヴァンテージ AMR

2014年、クリスチャン・ポールセンとデイヴィッド・ハイネマイヤー・ハンソンが、LMGTE Amクラスでチーム、ドライバーズのダブルタイトルを獲得した。またル・マン24時間レースのLMGTE Amクラスでもクラス優勝を果たした。
2016年、ニッキー・ティームとマルコ・ソーレンセンが、GTクラスドライバーズタイトル、またLMGTE Proチームタイトルも獲得した。
2017年、LMGTE Amクラスでドライバーズ、チームのダブルタイトルを獲得した。ル・マン24時間レースでは、LMGTE Proクラスでダレン・ターナー、ジョナサン・アダム、ダニエル・セラがクラス優勝を果たした。
2018-19年、LMGTE Proクラスに2台の新型ヴァンテージ GTEで参戦した。
2019-20年、LMGTE Proクラスでドライバーズ、マニュファクチャラーのダブルタイトルを獲得した。ル・マン24時間レースでは、LMGTE Proクラスでクラス優勝、3位を獲得した。

### ル・マン24時間レース
| 年     | エントラント                                                        | No  | 使用車両                             | ドライバー                                                                               | クラス    | 周回数 | Pos. | Class Pos. |
| ------ | ------------------------------------------------------------------- | --- | ------------------------------------ | ---------------------------------------------------------------------------------------- | --------- | ------ | ---- | ---------- |
| 2005年 | アストンマーティン・レーシング                                      | 58  | アストンマーティン・DBR9             | - ピーター・コックス - ペドロ・ラミー - トーマス・エンゲ                                 | GT1       | 327    | DNF  | DNF        |
| 2005年 | アストンマーティン・レーシング                                      | 59  | アストンマーティン・DBR9             | - デビッド・ブラバム - ステファン・サラザン - ダレン・ターナー                           | GT1       | 333    | 9位  | 3位        |
| 2006年 | アストンマーティン・レーシング                                      | 007 | アストンマーティン・DBR9             | - ダレン・ターナー - トーマス・エンゲ - アンドレア・ピッチーニ                           | GT1       | 350    | 6位  | 2位        |
| 2006年 | アストンマーティン・レーシング                                      | 009 | アストンマーティン・DBR9             | - ペドロ・ラミー - ステファン・サラザン - ステファン・オルテリ                           | GT1       | 342    | 10位 | 5位        |
| 2007年 | アストンマーティン・レーシング                                      | 007 | アストンマーティン・DBR9             | - ジョニー・ハーバート - ピーター・コックス - トーマス・エンゲ                           | GT1       | 337    | 9位  | 4位        |
| 2007年 | アストンマーティン・レーシング                                      | 009 | アストンマーティン・DBR9             | - デビッド・ブラバム - ダレン・ターナー - リカルド・リデル                               | GT1       | 343    | 5位  | 1位        |
| 2007年 | アストンマーティン・レーシング・ラルブル                            | 006 | アストンマーティン・DBR9             | - パトリック・ボーンハウザー - ローランド・バービル - グレゴール・フィスケン             | GT1       | 272    | 29位 | 13位       |
| 2007年 | アストンマーティン・レーシング・ラルブル                            | 008 | アストンマーティン・DBR9             | - クリストフ・ブシュー - ファブリツィオ・ゴリン - キャスパー・エルガード                 | GT1       | 341    | 7位  | 3位        |
| 2007年 | アストンマーティン・レーシング BMS                                  | 100 | アストンマーティン・DBR9             | - ファビオ・バビニ - ジェイミー・デーヴィス - マッテオ・マルチェリ                       | GT1       | 336    | 11位 | 6位        |
| 2008年 | - チャロウズ・レーシング・システム - アストンマーティン・レーシング | 10  | ローラ・B08/60-アストンマーティン    | - ヤン・チャロウズ - トーマス・エンゲ - シュテファン・ミュッケ                           | LMP1      | 354    | 9位  | 9位        |
| 2008年 | アストンマーティン・レーシング                                      | 007 | アストンマーティン・DBR9             | - ハインツ＝ハラルド・フレンツェン - アンドレア・ピッチーニ - カール・ヴェンドリンガー   | GT1       | 339    | 16位 | 4位        |
| 2008年 | アストンマーティン・レーシング                                      | 009 | アストンマーティン・DBR9             | - デビッド・ブラバム - アントニオ・ガルシア - ダレン・ターナー                           | GT1       | 344    | 13位 | 1位        |
| 2009年 | AMR イースト ヨーロッパ                                             | 007 | ローラ-アストンマーティン・B09/60    | - ヤン・チャロウズ - トーマス・エンゲ - シュテファン・ミュッケ                           | LMP1      | 373    | 4位  | 4位        |
| 2009年 | アストンマーティン・レーシング                                      | 008 | ローラ-アストンマーティン・B09/60    | - アンソニー・デビッドソン - ダレン・ターナー - ヨス・フェルスタッペン                   | LMP1      | 342    | 13位 | 11位       |
| 2009年 | アストンマーティン・レーシング                                      | 009 | ローラ-アストンマーティン・B09/60    | - スチュアート・ホール - ハロルド・プリマト - ピーター・コックス                         | LMP1      | 252    | DNF  | DNF        |
| 2010年 | アストンマーティン・レーシング                                      | 007 | ローラ-アストンマーティン・B09/60    | - ハロルド・プリマト - シュテファン・ミュッケ - エイドリアン・フェルナンデス             | LMP1      | 365    | 6位  | 5位        |
| 2010年 | アストンマーティン・レーシング                                      | 009 | ローラ-アストンマーティン・B09/60    | - ダレン・ターナー - フアン・バラジ - サム・ハンコック                                   | LMP1      | 368    | DNF  | DNF        |
| 2010年 | シグナテック・チーム                                                | 008 | ローラ-アストンマーティン・B09/60    | - ピエール・ラグ - フランク・マイルー - バニーナ・イクス                                 | LMP1      | 302    | DNF  | DNF        |
| 2010年 | ヤング ドライバー AMR                                               | 52  | アストンマーティン・DBR9             | - トーマス・エンゲ - クリストファー・ニギャルド - ピーター・コックス                     | LMGT1     | 311    | 22位 | 3位        |
| 2011年 | アストンマーティン・レーシング                                      | 007 | アストンマーティン・AMR-One          | - シュテファン・ミュッケ - ダレン・ターナー - クリスチャン・クリエン                     | LMP1      | 4      | DNF  | DNF        |
| 2011年 | アストンマーティン・レーシング                                      | 009 | アストンマーティン・AMR-One          | - ハロルド・プリマト - エイドリアン・フェルナンデス - アンディ・メイリック               | LMP1      | 2      | DNF  | DNF        |
| 2012年 | アストンマーティン・レーシング                                      | 97  | アストンマーティン・ヴァンテージ GTE | - シュテファン・ミュッケ - エイドリアン・フェルナンデス - ダレン・ターナー               | LMGTE Pro | 332    | 19位 | 3位        |
| 2012年 | アストンマーティン・レーシング                                      | 99  | アストンマーティン・ヴァンテージ GTE | - クリストファー・ニギャルド - クリスチャン・ポールセン - アラン・シモンセン             | LMGTE Am  | 31     | DNF  | DNF        |
| 2013年 | アストンマーティン・レーシング                                      | 95  | アストンマーティン・ヴァンテージ GTE | - アラン・シモンセン - クリスチャン・ポールセン - クリストファー・ニギャルド             | LMGTE Am  | 2      | DNF  | DNF        |
| 2013年 | アストンマーティン・レーシング                                      | 96  | アストンマーティン・ヴァンテージ GTE | - ロアルド・ゲーテ - ジェイミー・キャンベル＝ウォルター - スチュアート・ホール           | LMGTE Am  | 301    | 30th | 6th        |
| 2013年 | アストンマーティン・レーシング                                      | 97  | アストンマーティン・ヴァンテージ GTE | - ダレン・ターナー - ピーター・ダンブレック - シュテファン・ミュッケ                     | LMGTE Pro | 314    | 17位 | 3位        |
| 2013年 | アストンマーティン・レーシング                                      | 98  | アストンマーティン・ヴァンテージ GTE | - ポール・ダラ・ラナ - ビル・オーバーレン - ペドロ・ラミー                               | LMGTE Pro | 221    | DNF  | DNF        |
| 2013年 | アストンマーティン・レーシング                                      | 99  | アストンマーティン・ヴァンテージ GTE | - ブルーノ・セナ - フレデリック・マコヴィッキィ - ロバート・ベル                         | LMGTE Pro | 248    | DNF  | DNF        |
| 2014   | アストンマーティン・レーシング                                      | 95  | アストンマーティン・ヴァンテージ GTE | - デイヴィッド・ハイネマイヤー・ハンソン - クリスチャン・ポールセン - ニッキー・ティーム | LMGTE Am  | 334    | 19位 | 1位        |
| 2014   | アストンマーティン・レーシング                                      | 97  | アストンマーティン・ヴァンテージ GTE | - ダレン・ターナー - シュテファン・ミュッケ - ブルーノ・セナ                             | LMGTE Pro | 310    | 35位 | 6位        |
| 2014   | アストンマーティン・レーシング                                      | 98  | アストンマーティン・ヴァンテージ GTE | - ポール・ダラ・ラナ - ペドロ・ラミー - クリストファー・ニギャルド                       | LMGTE Am  | 329    | 26位 | 6位        |
| 2014   | アストンマーティン・レーシング                                      | 99  | アストンマーティン・ヴァンテージ GTE | - ダリル・オーヤン - アレックス・マクドウォール - フェルナンド・リース                   | LMGTE Pro | -      | WD   | WD         |
| 2015年 | アストンマーティン・レーシング                                      | 95  | アストンマーティン・ヴァンテージ GTE | - クリストファー・ニギャルド - ニッキー・ティーム - マルコ・ソーレンセン                 | LMGTE Pro | 330    | 27位 | 4位        |
| 2015年 | アストンマーティン・レーシング                                      | 96  | アストンマーティン・ヴァンテージ GTE | - ロアルド・ゲーテ - スチュアート・ホール - フランシス・カステラッチ                     | LMGTE Am  | 187    | DNF  | DNF        |
| 2015年 | アストンマーティン・レーシング                                      | 97  | アストンマーティン・ヴァンテージ GTE | - ダレン・ターナー - シュテファン・ミュッケ - ロバート・ベル                             | LMGTE Pro | 110    | DNF  | DNF        |
| 2015年 | アストンマーティン・レーシング                                      | 98  | アストンマーティン・ヴァンテージ GTE | - ポール・ダラ・ラナ - ペドロ・ラミー - マティアス・ラウダ                               | LMGTE Am  | 321    | NC   | NC         |
| 2015年 | アストンマーティン・レーシング V8                                   | 99  | アストンマーティン・ヴァンテージ GTE | - フェルナンド・リース - アレックス・マクドウォール - リッチー・スタナウェイ             | LMGTE Pro | 320    | 34位 | 6位        |
| 2016年 | アストンマーティン・レーシング                                      | 95  | アストンマーティン・ヴァンテージ GTE | - ニッキー・ティーム - マルコ・ソーレンセン - ダレン・ターナー                           | LMGTE Pro | 338    | 23位 | 5位        |
| 2016年 | アストンマーティン・レーシング                                      | 97  | アストンマーティン・ヴァンテージ GTE | - フェルナンド・リース - ジョナサン・アダム - リッチー・スタナウェイ                     | LMGTE Pro | 337    | 24th | 6th        |
| 2016年 | アストンマーティン・レーシング                                      | 98  | アストンマーティン・ヴァンテージ GTE | - ポール・ダラ・ラナ - ペドロ・ラミー - マティアス・ラウダ                               | LMGTE Am  | 281    | DNF  | DNF        |
| 2016年 | アストンマーティン・レーシング                                      | 99  | アストンマーティン・ヴァンテージ GTE | - アンドリュー・ハワード - リアム・グリフィン - ゲイリー・ヒルシュ                       | LMGTE Am  | 318    | 36位 | 7位        |
| 2017年 | アストンマーティン・レーシング                                      | 95  | アストンマーティン・ヴァンテージ GTE | - ニッキー・ティーム - マルコ・ソーレンセン - リッチー・スタナウェイ                     | LMGTE Pro | 334    | 26位 | 9位        |
| 2017年 | アストンマーティン・レーシング                                      | 97  | アストンマーティン・ヴァンテージ GTE | - ダレン・ターナー - ジョナサン・アダム - ダニエル・セラ                                 | LMGTE Pro | 340    | 18位 | 1位        |
| 2017年 | アストンマーティン・レーシング                                      | 98  | アストンマーティン・ヴァンテージ GTE | - ポール・ダラ・ラナ - マティアス・ラウダ - ペドロ・ラミー                               | LMGTE Am  | 329    | 37位 | 8位        |
| 2018年 | アストンマーティン・レーシング                                      | 95  | アストンマーティン・ヴァンテージ AMR | - ニッキー・ティーム - マルコ・ソーレンセン - ダレン・ターナー                           | LMGTE Pro | 339    | 23位 | 8位        |
| 2018年 | アストンマーティン・レーシング                                      | 97  | アストンマーティン・ヴァンテージ AMR | - アレックス・リン - ジョナサン・アダム - マキシム・マルタン                             | LMGTE Pro | 327    | 37位 | 13位       |
| 2018年 | アストンマーティン・レーシング                                      | 98  | アストンマーティン・ヴァンテージ GTE | - ポール・ダラ・ラナ - マティアス・ラウダ - ペドロ・ラミー                               | LMGTE Am  | 92     | DNF  | DNF        |
| 2019年 | アストンマーティン・レーシング                                      | 95  | アストンマーティン・ヴァンテージ AMR | - ニッキー・ティーム - マルコ・ソーレンセン - ダレン・ターナー                           | LMGTE Pro | 132    | DNF  | DNF        |
| 2019年 | アストンマーティン・レーシング                                      | 97  | アストンマーティン・ヴァンテージ AMR | - アレックス・リン - ジョナサン・アダム - マキシム・マルタン                             | LMGTE Pro | 325    | 44位 | 12位       |
| 2019年 | アストンマーティン・レーシング                                      | 98  | アストンマーティン・ヴァンテージ GTE | - ポール・ダラ・ラナ - マティアス・ラウダ - ペドロ・ラミー                               | LMGTE Am  | 87     | DNF  | DNF        |
| 2020年 | アストンマーティン・レーシング                                      | 95  | アストンマーティン・ヴァンテージ AMR | - ニッキー・ティーム - マルコ・ソーレンセン - リチャード・ウェストブルック               | LMGTE Pro | 343    | 22位 | 3位        |
| 2020年 | アストンマーティン・レーシング                                      | 97  | アストンマーティン・ヴァンテージ AMR | - アレックス・リン - ハリー・ティンクネル - マキシム・マルタン                           | LMGTE Pro | 346    | 20位 | 1位        |
| 2020年 | アストンマーティン・レーシング                                      | 98  | アストンマーティン・ヴァンテージ AMR | - ポール・ダラ・ラナ - ロス・ガン - アウグスト・ファルフス                               | LMGTE Am  | 333    | 33位 | 8位        |